# خط تأثیر

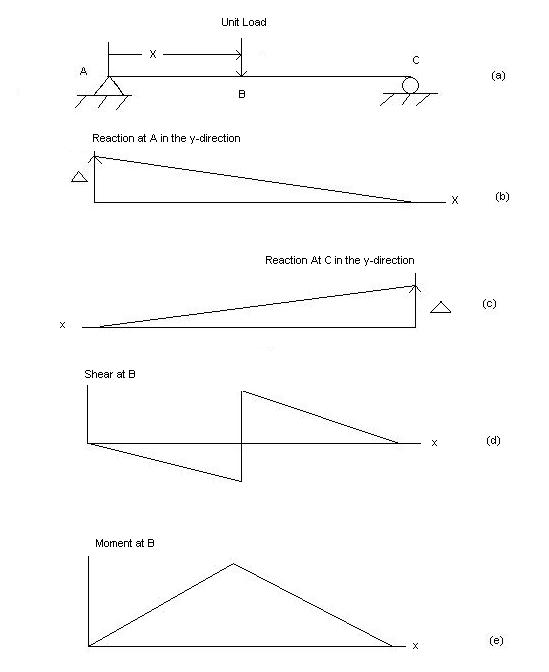
(a) این تیر ساده دارای یک بار واحد متمرکز است که در فاصلهٔ X از انتهای تیراعمال شده‌است. ۴ خط تأثیر (b) عکس‌العمل تکیه‌گاه چپ، (c) عکس‌العمل تکیه‌گاه راست، (d) برش نقطهٔ B و (e) لنگر نقطهٔ B

نمودار خط تأثیر(به انگلیسی: Influence line) در مهندسی، عبارت است از تغییرات یک تابع (همچون برش در عضوی از یک سازه)، در نقطهٔ معینی از یک تیر یا خرپا که به واسطهٔ اعمال بار واحد در هر نقطه‌ای از سازه به وجود می‌آید. برخی از توابع رایجی که خطوط تأثیرشان مورد بررسی قرار می‌گیرد عبارتند از واکنش‌ها (نیروهایی که  تکیه‌گاه‌های سازه تحمل می‌کنند تا سازه پایدار بماند)، نیروی برش، لنگر خمشی و خمش. خطوط تأثیر در طراحی تیرها و خرپاهای به کار رفته در پل‌ها، جرثقیل‌های ریلی، تسمه نقاله‌ها، شاه‌تیرهای طبقات و سازه‌های دیگری که بار، بر روی آن‌ها در حرکت است، اهمیت بالایی دارد. خطوط تأثیر بیان می‌کنند که یک بار، در چه نقطه‌ای از سازه، بیشترین تأثیر را بر روی پارامترهای مورد نظر خواهد داشت.
خطوط تأثیر به صورت عددی و افزایشی هستند. این بدین معنی است که می‌توان از خطوط تأثیر حتی در مواقعی استفاده کرد که به جای یک بار واحد، چند ترکیب بار مختلف اعمال می‌شود. برای یافتن اثر قسمت‌هایی از سازه که بار واحد به آن‌ها اعمال نشده‌است، مقدار عددی محور عرض‌های نمودار خطوط تأثیر را به اندازهٔ بار حقیقی اعمال شده ضرب می‌کنند. کل نمودار خطوط تأثیر را می‌توان درجه‌بندی کرده یا تنها مقادیر بیشینه و کمینهٔ آن را در نظر گرفت. این مقادیر بیشینه و کمینه، مقادیر بحرانی در طراحی تیرها و خرپاها هستند.
در مواردی، هنگامی که چند بار اعمال می‌شود، برای بدست آوردن تأثیر کلی‌شان بر روی نقطه‌ای از سازه، خطوط تأثیر بارهای منفرد را با هم جمع می‌زنند. هنگام جمع بستن خطوط تأثیر، ضروری است که فاصلهٔ بین بارها نیز در نظر گرفته شوند. برای مثال اگر بار الف با بار ب، ۳ متر فاصله داشته باشد، اثر بار الف در X متری را (به جای جمع بستن با اثر بار ب در X متری) باید با اثر بار ب در X-3  متری طول سازه جمع بست. معمولاً بارها به شکل گسترده اعمال می‌شوند؛ تا اینکه به صورت متمرکز باشند. خطوط تأثیر برای هردو نوع بار گسترده و متمرکز به کار می‌آید. در بار متمرکز (نقطه‌ای)، یک بار واحد در سازه اعمال شده و در بار گسترده نیز یک بار گسترده با عرض مشخص در طول سازه اعمال می‌شود. با نزدیک شدن بار به انتهای سازه، تنها بخشی از همهٔ بار توسط سازه، تحمل می‌شود. با انتگرال‌گیری از خط تأثیر متناظر با طول سازه، می‌توان اثر بار واحد متمرکز را بدست آورد.